# 豊水橋 (茨城県)
豊水橋（ほうすいきょう、とよみずばし）は、茨城県常総市の鬼怒川に架かる国道354号の道路橋。
国道354号の鬼怒川に架かる橋である。常総市水海道元町と同市豊岡町の境に位置する。

## 歴史

### 渡船時代
江戸時代、豊田郡水海道村から鬼怒川を渡り、結城郡豊岡村を通って北に向かう道は結城街道と呼ばれ、西に向かう道は岩井街道と呼ばれた。渡船によって鬼怒川の両岸が繋がれていた。

### 架橋の試み
1890年（明治23年）4月、水海道町、豊岡村の有力商人、並びに当時の町村長の主唱のもとに同地に賃取橋（有料橋）が開通した。1898年（明治31年）にこの路線が県道に編入されて有料制は廃止されたが、やがて橋が荒廃したことで渡船に戻ってしまった。

### 架橋と更新

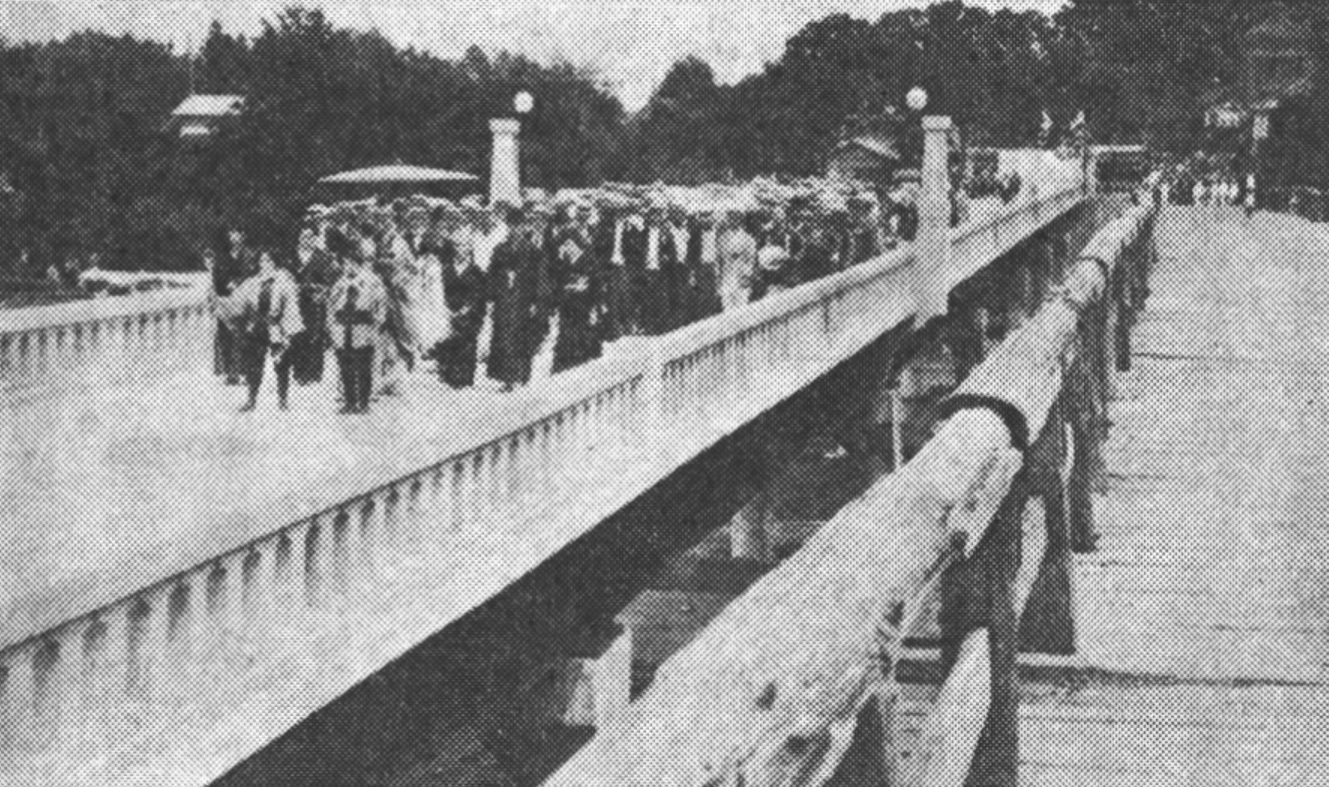
2代目豊水橋の渡り初め（1926年）

1903年（明治36年）4月、工費3万8000円で木造の豊水橋が架けられたが、やがて交通が危険な状態となった。そこで1924年（大正13年）2月には約25万3000円の予算で架け替え工事に着工し、1926年（大正15年）7月25日にコンクリート造の2代目豊水橋が完成した。
1961年（昭和36年）末には架け替え工事に着工し、1965年（昭和40年）4月16日には3代目豊水橋の竣工記念式典が行われた。この日は水海道市の市制施行10周年記念祭の初日である。2代目と比べて橋面が1.8メートル高くされ、幅員が2.5メートル広げられた。現在も初代と2代目の橋の橋台が護岸に残されている。

## 建築

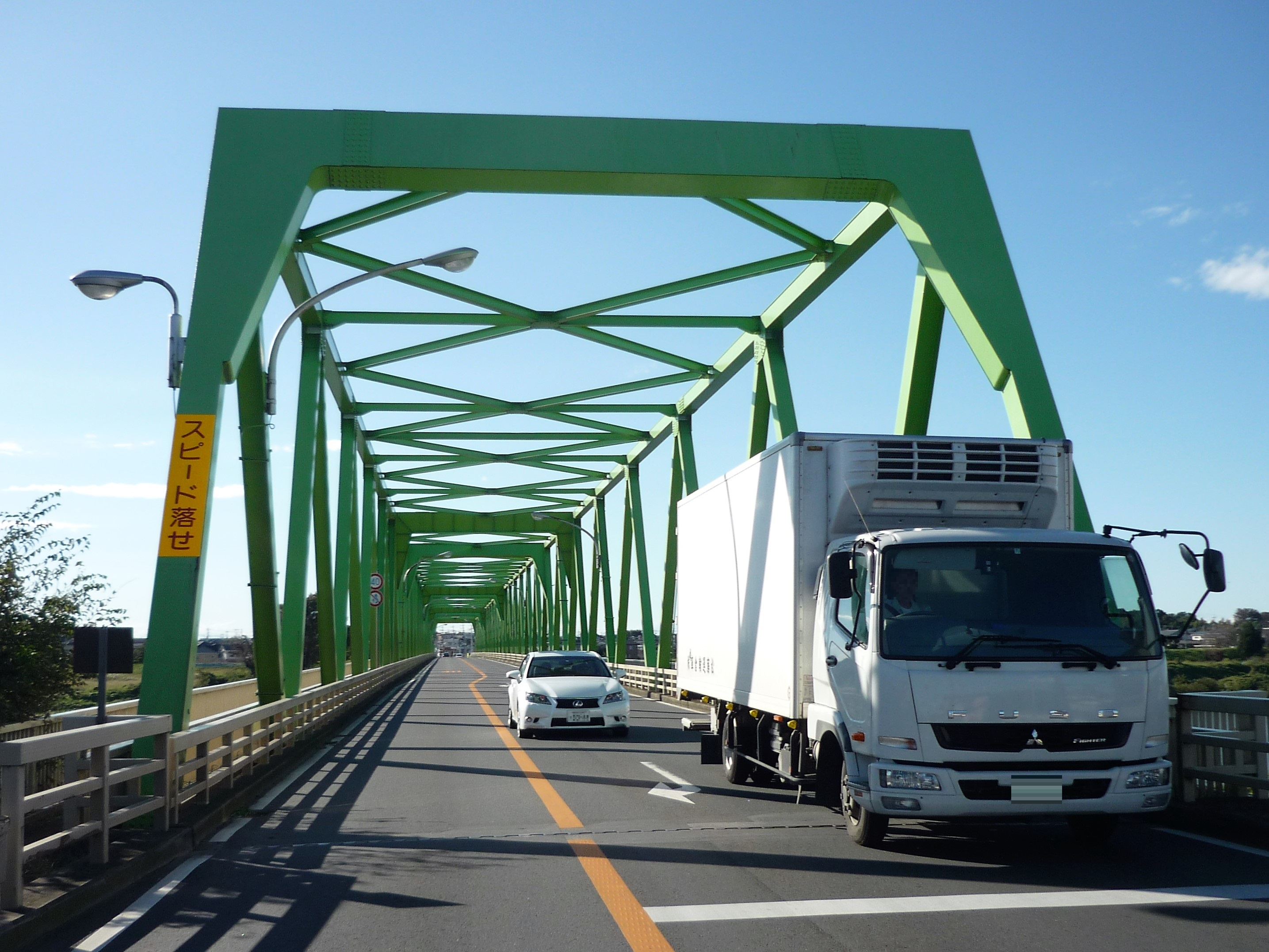
豊水橋の路面

橋長330.25m、幅員8mの2径間連続ゲルバー式トラス橋である。1965年（昭和40年）の完成時点では茨城県初となる形式だった。